# Џералд Дарел
Џералд Малколм Дарел (енгл. Gerald „Gerry“ Malcolm Durrell; Џамшедпур, 7. јануар 1925 — Сент Хелијер, 30. јануар 1995) је био британски природњак, власник зоолошког врта, конзерватор, писац и телевизијски водитељ.
Оснивач је Дарелове фондације за очување дивљине у саставу зоолошког врта у Џерсију, на каналском острву Џерси, али је у свијету најбоље упамћен по низу аутобиографских књига које се углавном односе на дивљи свијет. Брат је писца Лоренса Дарела.

## Биографија
Џералд Дарел рођен је у Индији, као и његови родитељи, поријеклом из Енглеске и Ирске. Био је четврто дијете у породици. Његов отац био је британски инжењер. Као дијете, Џералд је много времена проводио уз дадиљу. Једном приликом је изјавио да је први зоолошки врт посјетио у Индији, и да је управо та посјета подстакнула његову љубав према животињском свијету.
Након смрти оца, 1928. године, породица се преселила у Енглеску, а неколико година касније, 1935, на острво Крф у Грчкој, гдје су остали до 1939. године. Тај период је описан у његовој највјероватније најпознатијој књизи, Моја породица и друге животиње, али и у неколико каснијих књига.

### Преводи
Књига Моја породица и друге животиње постоји и у најмање два превода на језике некадашњег српско-хрватског подручја.
- 2002, Футура публикације, Моја породица и друге животиње, превод на српски језик ћириличким писмом, преводилац Бојан Радић[1]
- 2003, Омнибус, Moja porodica i druge životinje, превод на бошњачки језик латиничким писмом, преводилац Зоран Мутић[2][3]

### Аутобиографска
- The Overloaded Ark (Faber and Faber, 1953)
- Three Singles to Adventure (Three Tickets to Adventure) (Rupert Hart-Davis, 1954)
- The Bafut Beagles (Rupert Hart-Davis, 1954)
- The New Noah (Rupert Hart-Davis, 1955)
- The Drunken Forest (Rupert Hart-Davis, 1956)
- My Family and Other Animals (Rupert Hart-Davis, 1956)
- Encounters with Animals (Rupert Hart-Davis, 1958)
- A Zoo in My Luggage (Rupert Hart-Davis, 1960)
- The Whispering Land (Rupert Hart-Davis, 1961)
- Menagerie Manor (Rupert Hart-Davis, 1964)
- Two in the Bush (Collins, 1966)
- Birds, Beasts, and Relatives (Collins, 1969)
- Fillets of Plaice (Collins, 1971)
- Catch Me a Colobus (Collins, 1972)
- Beasts in My Belfry (A Bevy of Beasts) (Collins, 1973)
- The Stationary Ark (Collins, 1976)
- Golden Bats And Pink Pigeons: A Journey to the Flora and Fauna of a Unique Island  (Collins, 1977)
- The Garden of the Gods (Fauna and Family) (Collins, 1978)
- The Picnic And Suchlike Pandemonium (The Picnic and Other Inimitable Stories) (Collins, 1979)
- Ark on the Move (Coward McCann, 1982)
- How to Shoot an Amateur Naturalist (Collins, 1984)
- Durrell in Russia (with Lee Durrell) (MacDonald (Publisher) (UK) / Simon and Schuster (U.S.), 1986)
- The Ark's Anniversary (Collins, 1990)
- Marrying Off Mother and Other Stories (Harper-Collins, 1991)
- The Aye-Aye And I: A Rescue Journey to Save One of the World's Most Intriguing Creatures from Extinction (Harper-Collins, 1992)
- The Best of Gerald Durrell (edited by Lee Durrell) (Harper-Collins, 1996)

### Документарна
- Island Zoo: The Animals a Famous Collector Couldn't Part with (photographs by W. Suschitzky) (Collins, 1961)
- Look At Zoos (Hamish Hamilton, 1961)
- A Practical Guide for the Amateur Naturalist (са аутором Lee Durrell) (Hamish Hamilton (UK) / Alfred A. Knopf (U.S.), 1982)

### Фикција
- The Donkey Rustlers (Collins, 1968)
- Rosie Is My Relative (Collins, 1968)
- The Talking Parcel (Battle for Castle Cockatrice) (Collins, 1974)
- The Mockery Bird (The Billion Dollar Brain) (Collins, 1981)
- The Fantastic Flying Journey: An Adventure in Natural History (Conran Octopus, 1987)
- The Fantastic Dinosaur Adventure: A New Adventure in Natural History (Conran Octopus, 1989)
- Keeper (Michael O'Mara Books, 1990)
- Toby the Tortoise (Michael O'Mara Books, 1991)
- Puppy Tales: Puppy's Beach Adventure, Puppy's Field Day, Puppy's Pet Pals, Puppy's Wild Time (Andrex, 1993)

### Необјављено
- Animal Pie, необјављена књига поезије, написана 1950.их година